# Гипотеза критического периода
Гипотеза критического периода —  теория в области лингвистики и овладения вторым языком, которая утверждает, что человек может достичь уровня владения языком, сравнимой с родным только до определенного возраста. Это предмет давних дебатов в лингвистике о том, в какой степени способность овладевать языком биологически связана со стадиями развития мозга. Гипотеза критического периода была впервые предложена монреальским неврологом Уайлдером Пенфилдом и Ламаром Робертсом в их книге 1959 года «Speech and Brain Mechanisms» и была популяризирована Эриком Леннебергом в 1967 году в книге «Biological Foundations of Language».

## Общие положения
Гипотеза критического периода утверждает, что первые несколько лет жизни — это решающее время, в течение которого человек может освоить первый язык, если ему предоставлены адекватные стимулы, и что овладение первым языком зависит от нейропластичности мозга. Если контакта с языком не будет до истечения этого времени, человек никогда не достигнет полного владения языком. Существует много споров о сроках критического периода в отношении овладения вторым языком (second-language acquisition, SLA), с оценками от 2 до 13 лет[7].
Гипотеза критического периода вытекает из концепции критического периода в биологических науках, которая относится к установленному периоду, в течение которого организм должен приобрести навык или способность.
Предварительное исследование  выявило латерализацию мозга (Латерализация) как возможную неврологическую причину, однако эта теоретическая причина была в значительной степени дискредитирована, поскольку латерализация не обязательно увеличивается с возрастом, и никакой окончательной связи между способностью к изучению языка и латерализацией так и не было установлено. Более общая гипотеза утверждает, что критический период овладения языком связан с взаимодействием длительного развития человеческого мозга после рождения и воспитания в социолингвистической среде. Основываясь на исследованиях критического периода развития зрительной системы, эта гипотеза утверждает, что биологические нейронные сети, специфичные для языка, в мозге создаются путем функциональной проверки синапсов, которые специфически активируются под воздействием языковой среды в раннем возрасте. Люди обладают уникальной способностью к языку благодаря генетически детерминированному размеру и сложности мозга, а также длительному периоду постнатального развития, в течение которого окружающая среда может выбирать нейронные цепи, способствующие речи.  Было высказано предположение, что если критический период действительно существует, то это может быть связано, по крайней мере частично, с задержкой развития префронтальной коры у детей. Исследователи предположили, что задержка развития префронтальной коры и связанная с ней задержка в развитии когнитивного контроля могут способствовать традиционному обучению, позволяя маленьким детям изучать язык гораздо легче, чем когнитивно зрелые взрослые и дети старшего возраста. Такая модель развития префронтальной области уникальна для людей  и объясняет, почему люди, а не шимпанзе, так искусны в изучении языка.

## Лингвистическая компетентность
Обсуждение критического периода овладения языком осложняется субъективностью определения языковой компетентности, подобной родному, которая включает в себя такие вещи, как произношение, просодия, слоговое ударение, время и артикуляционная установка. Некоторые аспекты языка, такие как настройка фонем (Phonological development), обработка грамматики, контроль артикуляции (Articulatory phonetics) и приобретение словарного запаса, имеют слабые критические периоды и могут быть значительно улучшены путем обучения в любом возрасте[13]. Другие аспекты речи, такие как префронтальный синтез, имеют сильные критические периоды и не могут быть освоены после окончания критического периода.
По мнению Стивена Пинкера, нормальное освоение языка гарантировано детям до шести лет, если в этом возрасте оно только начинается, то до конца пубертатного периода есть риск (и он только растет), что ребенок язык освоит плохо, а если еще позже — освоение происходит совсем редко. Вероятные причины этого, по мнению Пинкера, — изменения в мозге , связанные со взрослением, например снижение скорости метаболизма и сокращение числа нейронов в период раннего школьного возраста, уменьшение до минимального уровня количества синапсов и скорости метаболизма во время пубертата.

## Изучение второго языка
Эту теорию часто распространяли на критический период освоения второго языка (SLA). Существует мнение, что при изучении второго языка «моложе = лучше в долгосрочной перспективе», но отмечается, что существует множество исключений, поскольку 5% взрослых билингвов овладевают вторым языком, даже если они начинают изучать его спустя много времени после того, как любой критический период, по-видимому, подошел к концу.  Антрополог и лингвист Джейн Х. Хилл считает, что многие исследования SLA сосредоточены на одноязычных сообществах, тогда как многоязычные сообщества являются скорее глобальной нормой, и это влияет на стандарты компетентности, по которым оценивают SLA.
Хотя окно для изучения второго языка никогда полностью не закрывается, возраст изучающего больше влияет на одни лингвистические аспекты, чем на другие. Например, взрослые, изучающие второй язык, почти всегда сохраняют легко узнаваемый иностранный акцент, в том числе те, кто демонстрирует идеальную грамматику. Возможное объяснение того, почему этот иностранный акцент сохраняется, заключается в том, что произношение или фонология подвержены критическому периоду. Произношение звуков речи зависит от нервно-мышечной функции. Взрослые, изучающие новый язык, вряд ли смогут добиться убедительного родного акцента, поскольку они уже прошли лучший возраст развития новых нервно-мышечных функций и, следовательно, произношения. Авторы предложили более молодой критический возраст для изучения фонологии, чем для изучения морфем и синтаксиса. Singleton, Lengyel (1995) сообщают, что критического периода для изучения словарного запаса второго языка не существует, поскольку словарный запас изучается сознательно с использованием декларативной памяти. Истощение процедурной памяти с возрастом приводит к более широкому использованию декларативной памяти для изучения новых языков, что радикально отличается от процесса обучения L1 (первого языка). Утверждается, что пластичность процедурной памяти снижается после 5 лет. Ухудшение пластичности процедурной памяти препятствует способности пользователя L2 автоматически говорить на своем втором языке. Это все равно может потребовать сознательных усилий, даже если они знакомятся со вторым языком уже в трехлетнем возрасте. Это усилие наблюдается путем измерения активности мозга. Пользователи L2, которые познакомились со своим вторым языком в раннем возрасте и ежедневно используют его, демонстрируют более низкие уровни мозговой активности при использовании L1, чем при использовании L2. Это говорит о том, что при разговоре на L2 привлекаются дополнительные ресурсы, и поэтому это более напряженный процесс.
Гипотеза критического периода в SLA следует подходу «используй, а потом потеряй», который гласит, что с возрастом избыточные нейронные схемы, используемые во время обучения L1, по существу разрушаются. Если бы эти нервные структуры остались нетронутыми, на их поддержание потребовалась бы ненужная метаболическая энергия. Структуры, необходимые для использования L1, сохраняются. С другой стороны, второй подход «используй или потеряешь» гласит, что если пользователь L2 начинает учиться в раннем возрасте и продолжает всю свою жизнь, то его схема изучения языка должна оставаться активной. Этот подход также называют «гипотезой упражнения».
Существует много споров о сроках критического периода в отношении SLA, с оценками в диапазоне от 2 до 13 лет[7]. Однако некоторые исследования показали, что «даже очень молодые дети, изучающие L2, расходятся с носителями языка на уровне мелких лингвистических деталей».
Некоторые авторы утверждают, что гипотеза критического периода не применима к SLA и что владение вторым языком определяется временем и усилиями, затраченными на процесс обучения, а не возрастом учащегося[22]. Robertson (2002) заметил, что для успешного изучения второго языка могут быть даже более значимыми факторы, помимо возраста, такие как личная мотивация, а также среда обучения. Сочетание этих факторов часто приводит к индивидуальным различиям в результатах освоения второго языка (Individual variation in second-language acquisition) .
Анализируя опубликованные материалы, Белосток и Хакута (1994) приходят к выводу, что изучение второго языка не обязательно подвержено биологическим критическим периодам, но «в среднем наблюдается постоянное снижение способности [учиться] с возрастом».

### Универсальная грамматика
Ноам Хомский утверждает, что внешние факторы относительно неважны при изучении языка в детстве, так как в мозгу существует внутренний механизм освоения языка (англ. language acquisition device (LAD). По мнению Хомского, существует общая для всех людей универсальная грамматика (англ. Universal grammar, UG).

#### UG и гипотеза критического периода
Ключевой вопрос о взаимосвязи UG и SLA: доступен ли механизм овладения языком, предложенный Хомским и его последователями, для изучающих второй язык? Гипотеза критического периода предполагает, что в определённом возрасте обучение становится недоступным, и учащиеся все больше зависят от качества обучения. Другими словами, хотя весь язык может регулироваться UG, учащимся старшего возраста может быть очень трудно получить доступ к основным правилам целевого языка только на основе положительной информации.